# Kathy Najimy
Kathy Ann Najimy (San Diego, 6 febbraio 1957) è un'attrice e doppiatrice statunitense, di origini libanesi.

## Biografia
Figlia dell'impiegato postale Fred Najimy e Samia Massery, entrambi di origini libanesi, suo padre morì quando aveva 14 anni.
Dopo aver partecipato a film come Bolle di sapone e La leggenda del re pescatore, nel 1992 interpreta il ruolo che l'ha resa più famosa, quello della simpatica Suor Maria Patrizia in Sister Act - Una svitata in abito da suora, ruolo che ricopre anche nel seguito del 1993 Sister Act 2 - Più svitata che mai. Lo stesso anno lavora al fianco di Bette Midler e Sarah Jessica Parker in Hocus Pocus.
Nel 1995 prende parte alla commedia Jeffrey, negli anni seguenti prende parte a film come Ricominciare a vivere, Women e Prima o poi mi sposo. Molto attiva anche nel campo televisivo ha partecipato a serie tv come Ellen, Chicago Hope, Raven, Ugly Betty, Desperate Housewives e Numb3rs, inoltre ha lavorato, dal 1997 al 2000, al fianco di Kirstie Alley nel sitcom L'atelier di Veronica nel ruolo di Olive Massery. Nel 2001 interpreta la parte di Bev Pear nel film comico Rat Race. nel 2010 fa una apparizione nel ruolo della madre di Muso nel film Step Up 3D.
Nel 2016 partecipa alla quarta stagione della serie tv "Unforgettable" nel ruolo del capitano Russo il nuovo capo della crimini maggiori di New York.
Come doppiatrice ha prestato la sua voce a Chil in Mowgli e il libro della giungla, a Peggy Hill nella serie a cartoni animati King of the Hill, e al personaggio di Mary del film Pixar WALL•E.
Dal 1995 è sposata con l'attore e cantante Dan Finnerty da cui ha avuto una figlia, Samia (1996).

## Riconoscimenti
- Nomination agli MTV Movie Awards 1993: Miglior performance rivelazione per Sister Act - Una svitata in abito da suora
- American Comedy Awards 1993: Attrice non protagonista più divertente per Sister Act - Una svitata in abito da suora

## Filmografia parziale

### Attrice

#### Cinema
- Insieme per forza (The Hard Way), regia di John Badham (1991)
- Bolle di sapone (Soapdish), regia di Michael Hoffman (1991)
- La leggenda del re pescatore (The Fisher King), regia di Terry Gilliam (1991)
- I soldi degli altri (Other People's Money), regia di Norman Jewison (1991)
- This Is My Life, regia di Nora Ephron (1992)
- Topsy and Bunker: The Cat Killers, regia di Thomas Massengale (1992)
- Sister Act - Una svitata in abito da suora (Sister Act), regia di Emile Ardolino (1992)
- Hocus Pocus, regia di Kenny Ortega (1993)
- Sister Act 2 - Più svitata che mai (Sister Act 2: Back in the Habit), regia di Bill Duke (1993)
- It's Pat: The Movie, regia di Adam Bernstein (1994)
- Jeffrey, regia di Christopher Ashley (1995)
- Nevada, regia di Gary Tieche (1997)
- La sposa di Chucky (Bride of Chucky), regia di Ronny Yu (1998)
- Nonna trovami una moglie (Zack and Reba), regia di Nicole Bettauer (1998)
- Ricominciare a vivere (Hope Floats), regia di Forest Whitaker (1998)
- Attention Shoppers, regia di Philip Charles MacKenzie (2000)
- Prima o poi mi sposo (The Wedding Planner), regia di Adam Shankman (2001)
- Rat Race, regia di Jerry Zucker (2001)
- Say Uncle, regia di Peter Paige (2005)
- Bam Bam and Celeste, regia di Lorene Machado (2005)
- Step Up 3D, regia di Jon Chu (2010)
- BearCity 2: The Proposal, regia di Douglas Langway (2012)
- Parto con mamma (The Guilt Trip), regia di Anne Fletcher (2012)
- Love Training - Lezioni d'amore (Love Training), regia di Mark Griffiths (2012)
- Clutter, regia di Diane Crespo (2013)
- A Madea Christmas, regia di Tyler Perry (2013)
- Voglio una vita a forma di me (Dumplin'), regia di Anne Fletcher (2018)
- Music, regia di Sia (2021)
- Single per sempre? (Single All The Way), regia di Michael Mayer (2021)
- Hocus Pocus 2, regia di Anne Fletcher (2022)

#### Televisione
- In Search of Dr. Seuss, regia di Vincent Paterson – film TV (1994)
- The Kathy & Mo Show: The Dark, regia di Dean Parisot – film TV (1995)
- Chicago Hope – serie TV, 3 episodi (1996)
- Ultime dal cielo (Early Edition) – serie TV, 1 episodio (1997)
- Ellen – serie TV, 3 episodi (1994-1997)
- L'atelier di Veronica (Veronica's Closet) – serie TV, 66 episodi (1997-2000)
- The Wild Thornberrys – serie TV 1 episodio (1999)
- Little Bill – serie TV, 2 episodi (2000-2001)
- Women, regia di Jane Anderson, Martha Coolidge, Anne Heche – film TV (2000)
- Attenzione: fantasmi in transito (The Scream Team), regia di Stuart Gillard – film TV (2002)
- Wayside School, regia di Riccardo Durante – film TV (2005)
- Raven (That's So Raven) – serie TV, 1 episodio (2006)
- Zack e Cody al Grande Hotel (The Suite Life of Zack end Cody) – serie TV, 1 episodio (2007)
- Numb3rs – serie TV,  9 episodio (2006-2007)
- Desperate Housewives – serie TV, 1 episodio (2009)
- Drop Dead Diva – serie TV 1 episodio (2009)
- Ugly Betty – serie TV, 1 episodio (2010)
- The Big C – serie TV, 4 episodi (2013)
- Law & Order: SVU, 1 episodio (2013)
- Unforgettable – serie TV, 10 episodi (2015-2016)
- Descendants, regia di Kenny Ortega – film TV (2015)
- Veep - Vicepresidente incompetente (Veep) – serie TV, 10 episodi (2014-2017)
- Elementary – serie TV, 1 episodio (2017)
- Crazy Ex-Girlfriend – serie TV, 1 episodio (2018)
- The Good Fight – serie TV, 2 episodi (2019)

#### Cortometraggi
- Extra Terrorestrial Alien Encounter, regia di Jerry Rees (1994)
- Shantay, regia di Fenton Bailey e Randy Barbato (1997)
- Leaving Peoria, regia di Christopher Duddy (2001)
- Not Your Time, regia di Jay Kamen (2010)
- California Romanza, regia di Eva Medes (2011)

### Doppiatrice

#### Cinema
- Cats Don't Dance, regia di Mark Dindal (1997)
- Balto - Sulle ali dell'avventura (Balto III: Wings of Change), regia di Phil Weinstein (2004)
- Scooby-Doo e i pirati dei Caraibi, regia di Chuck Sheetz (2006)
- Koda, fratello orso 2, regia di Ben Gluck (2006)
- Tom & Jerry all'arrembaggio, regia di Scott Jeralds (2006)
- WALL.E, regia di Andrew Stanton (2008)
- Trilli, regia di Bradley Raymond (2008)
- Trilli e il segreto delle ali, regia di Bobs Gannaway e Peggy Holmes (2012)

#### Televisione
- Kig of the Hill – serie animata, 258 episodi (1997-2010)
- Hercules – serie animata, 1 episodio (1998)
- Peppe Ann – serie animata (1998-2000)
- Ozzy & Drix – serie animata, 1episodio (2003)
- Stuart Little – serie animata, 1 episodio (2003)
- Oswald – serie animata, 4 episodi (2001-2003)
- Rapunzel – serie animata, 1 episodio (2018)

## Doppiatrici italiane
Nelle versioni in italiano delle opere in cui ha recitato, Kathy Najimy è stata doppiata da:
- Antonella Rinaldi in Sister Act - Una svitata in abito da suora, Twisted, Descendants, Law & Order: Unità vittime speciali, Visual Monsters
- Ida Sansone in Bolle di sapone, La leggenda del re pescatore, Rat Race, Single per sempre?
- Barbara Castracane in Hocus Pocus, Hocus Pocus 2
- Alessandra Cassioli in Desperate Housewives - I Segreti di Wisteria Lane
- Germana Pasquero in Love Training - Lezioni d'amore
- Deborah Ciccorelli in Scooby-Doo e i pirati dei Caraibi
- Silvia Pepitoni in Sister Act 2 - Più svitata che mai
- Francesca Guadagno in WALL-E
- Chiara Salerno in Ugly Betty
- Angiola Baggi in Numb3rs
- Giò Giò Rapattoni in Veep - Vicepresidente incompetente
- Tiziana Avarista in The Good Fight
- Veronica Pivetti in Jeffrey